# Prunus ferruginea
Prunus ferruginea là loài thực vật có hoa trong họ Hoa hồng. Loài này được Steud. miêu tả khoa học đầu tiên.